# Java Message Service
A Java Message Service (röviden JMS) egy Java API, amellyel üzeneteket lehet küldeni különböző szoftverkomponensek között. A JEE specifikáció részét képező JMS specifikációt a Java Community Process keretében fejlesztik a JSR 914 dokumentumban.
Az üzenetküldést implementáló architektúrákra szoktak message-oriented middleware (röviden MOM) néven is hivatkozni.

## Az üzenetezés általában
Az elosztott rendszerekben az üzenetküldés egy úgynevezett lazán csatolt kommunikáció. Ez arra utal, hogy a szoftverkomponensek nem közvetlenül kommunikálnak egymással, hanem egy köztes (üzenetkezelő) komponens segítségével. A lazán csatoltság egyik előnye, hogy az üzenetek küldőinek nem is kell pontosan ismerniük a fogadókat, mert minden kommunikáció az üzenetsoron keresztül történik. (Ezzel ellentétes az úgynevezett szorosan csatolt kommunikáció, ami például a TCP socket-eknél, a CORBA-nál és az RMI-nél figyelhető meg.)

## Modellek
A JMS API kétféle modellt támogat:
- point-to-point modell
- publish-subscribe modell

### Point-to-Point
A point-to-point modell esetében a producer üzeneteket küld az üzenetsorba, a consumer pedig kiolvassa azokat a sorból. Ebben az esetben a producer ismeri az üzenet fogadóját és közvetlenül a fogadóhoz tartozó sorba pakolja az üzenetet. Ez az eset a következőkkel jellemezhető:
- Egy üzenetet csak egy fogadó kap meg.
- A producer-nek nem kell futnia, amikor a consumer megkapja az üzenetet és a consumer-nek sem kell futnia, amikor a producer elküldi az üzenetet.
- Minden sikeresen kézbesített üzenetet visszaigazol a consumer.

### Publish/Subscribe
A publish/subscribe modell adott témához (angolul topic) tartozó üzenetek publikálását támogatja. Nulla vagy több subscriber regisztrálhat egy-egy topic-ra. Ebben a modellben a kommunikáló felek nem ismerik egymást. Egy jó metafora ennek a szemléltetésére az anonim üzenőfal. Főbb jellemzői a következők:
- Egy üzenetet több fogyasztó is megkaphat.
- A publisher és a subscriber között fennáll egy időbeli függőség. A publisher-nek létre kell hoznia egy topic-ot, amelyre a kliensek feliratkozhatnak. A feliratkozott klienseknek folyamatosan aktívnak kell maradniuk ahhoz, hogy megkapják az üzeneteket vagy tartós feliratkozást kell használniuk (angolul durable subscription). Az utóbbi esetben újracsatlakozáskor minden üzenetet megkap a fogyasztó.

## Elemei
A JMS az alábbi elemeket foglalja magába: 
JMS provider (magyarul szolgáltató)
A JMS szolgáltató nem más, mint egy Message Oriented Middleware (MOM) implementáció. A szolgáltató lehet tiszta Java implementáció, de lehet nemjavás MOM implementációhoz készített javás adapter is.
JMS kliens
Egy üzeneteket küldő és/vagy fogadó alkalmazás vagy folyamat.
JMS producer
Üzeneteket készítő és küldő JMS kliens.
JMS consumer
Üzeneteket fogadó (más szóval fogyasztó) JMS kliens.
JMS message
A JMS kliensek között szállított adatokat tartalmazó objektum.
JMS queue
Sor adatszerkezet, ahol az elküldött és a kézbesítésre váró üzenetek tárolódnak. Az üzeneteket a küldés sorrendjében kézbesítik, a kézbesített üzenetek törlődnek a sorból.
JMS topic
Elosztási mechanizmus több fogadónak szánt üzenetekhez.

## API
A JMS API javax.jms csomagban található:

### javax.jms.ConnectionFactory interfész
A szolgáltatóhoz való kapcsolódásra használhatják fel a kliensek ezt az interfészt. A kódot nem kell átírni, ha megváltozik a JMS implementáció. Adminisztrátori feladat a ConnectionFactory konfigurálása a JNDI névtérben, ahol a kliensek megtalálják. Az üzenet típusától függően használják a QueueConnectionFactory illetve a TopicConnectionFactory specializációkat.

### javax.jms.Connection interfész
Ha megvan a ConnectionFactory, akkor létrehozható a kapcsolat a JMS szolgáltatóval. A Connection interfész képviseli a kapcsolatot az alkalmazás és az üzenetkezelő szerver között. A kapcsolat típusától függően lehetőség van üzenetek küldésére és fogadására üzenetsoron illetve topic-on keresztül.

### javax.jms.Destination interfész
Üzenetek úticélját reprezentálja. Lehet sor is és topic is egyaránt. A JMS adminisztrátor hozza létre ezeket az objektumokat, a szoftverkomponensek pedig a JNDI-n keresztül fedezik fel őket. A ConnectionFactory esetéhez hasonlóan ebből is kétfélét lehet csinálni: sorokat a point-to-point kommunikációhoz és témákat (topic-okat) a publish/subscribe kommunikációhoz.

### javax.jms.MessageConsumer interfész
Üzenetek fogadására alkalmas. A fogyasztó szinkron (blokkoló) és aszinkron (nem blokkoló) módon is fogadhat üzeneteket mindkét üzenetkezelési modellben.

### javax.jms.MessageProducer interfész
Üzenetek küldésére alkalmas. Konkrét címzetthez is lehet rendelni, de lehet általános küldő is, amelynek mindig egy konkrét üzenet küldésekor adják meg a címzettet.

### javax.jms.Message interfész
A termelő és a fogyasztó szoftverkomponensek között küldött objektum. Az üzenet három fő részből áll:
1. header (kötelező): Operatív beállításokat tartalmaz az üzenetek azonosításához és irányításához.
2. üzenettulajdonságok (opcionális): Egyedi, testreszabott mezőket és szűrőket tartalmazhat.
3. üzenettest (opcionális): Ötféle üzenettípus létrehozására alkalmas (text message, map message, bytes message, stream message és object message).

### javax.jms.Session interfész
Egyszálú kontextust biztosít üzenetek küldésére és fogadására. Az egyszálúság itt azt jelenti, hogy az üzeneteket sorbarendezik és egyesével kézbesítik a küldés sorrendjében. Támogatja a tranzakciókat is, a kontextus képes tárolni üzenetek egy csoportját a tranzakció végrehajtásáig, azt követően pedig kézbesíti őket. Ha a tranzakciót visszagörgetik (rollback), akkor a rendszer nem kézbesíti az üzeneteket. A Session segítségével lehet üzenetküldőket és fogadókat létrehozni.

## Verziótörténet
- JMS 1.0.2b (2001. június 25.)
- JMS 1.1 (2002. március 18.)
- JMS 2.0 (2013. május 21.)

A JMS 2.0 a Java Community Process tartja karban JSR 343 néven.

## Provider implementációk
A JMS használatához szükség van egy JMS szolgáltatóra (provider), amely kezelni tudja a munkameneteket (session) és a sorokat (queue). Szolgáltató léteznek szabad szoftver implementációk, nyílt forráskód implementációk és kereskedelmi szoftverek is.
Nevezetesebb nyílt forráskódú implementációk:
- Apache ActiveMQ
- Apache Qpid
- OpenJMS
- JBoss Messaging
- JORAM

Nevezetesebb kereskedelmi implementációk:
- Oracle Weblogic
- Oracle AQ
- Sun Java System Message Queue
- WebSphere MQ az IBM-től (korábban MQSeries)
- SAP NetWeaver
- SonicMQ

A különböző JMS implementációkról kimerítő összehasonlító táblázat szerepel itt: http://www.theserverside.com/reviews/matrix.tss Archiválva 2008. augusztus 20-i dátummal a Wayback Machine-ben
A Java EE specifikációnak az 1.4 verziótól kezdve része a JMS szolgáltató.